# Colobothea strigosa
Colobothea strigosa là một loài bọ cánh cứng trong họ Cerambycidae.